# Startup studio
 (février 2016).
Un startup studio est une entreprise qui crée des startups en s’appuyant sur des ressources partagées et une équipe multidisciplinaire. Les startups studios sont aussi appelés startup factory (usine de startups), company builder ou venture builder,.

## Définition du modèle

### Fondamentaux
Les fondamentaux d’un startup studio sont la création de startups, l'apport de capital humain et financier à chaque projet et une répétition du processus de création.

#### Création de startups
Les startups studios s’impliquent dans la création de startups dès leur début (« from scratch ») et de manière très opérationnelle[Quoi ?].

#### Capital humain et financier
Les startup studios apportent à chaque projet du capital humain et du capital financier.
- Capital humain : en plus d’un espace de travail et de différents outils techniques ou de management, le studio met à la disposition des startups des designers, des développeurs à temps plein et des entrepreneurs en résidence qui travaillent sur les différents projets. L’utilisation des ressources est optimisée car plusieurs projets sont construits en parallèle.
- Capital financier : un capital d’amorçage est alloué à chaque projet en fonction de ses besoins.

#### Répétition
La création de startups à la chaîne permet d’accumuler du savoir et de l’expérience ainsi que de mutualiser les ressources pour les prochains projets. Cela permet aussi d’accélérer la croissance des startups et d’éviter les échecs tout en profitant d’effets de réseaux.

### Positionnement
Les startup studios sont des structures d’amorçage. Ils se positionnent de manière particulière parmi les acteurs de l’entrepreneuriat « early stage » même s’ils sont souvent confondus avec des incubateurs, des excubateurs, des accélérateurs ou des investisseurs.
Les incubateurs et les accélérateurs apportent aux startups du capital humain. Ils sélectionnent des projets et leur offrent un espace de travail ainsi que du coaching pour une durée déterminée. Ils peuvent accueillir des projets à des stades de développement différents. Quant aux excubateurs, ils apportent à la fois du capital humain et toute l'expertise nécessaire (dont le coaching) avec son équipe expérimentée.
- Exemples d'accélérateur : Y Combinator, NUMA Sprint (ex-Le Camping), The Family, Upperlife, L’Accélérateur.
- Exemples d'incubateur : 104Factory, Agoranov[4], Paris and co, Euratechnologies, VillagebyCA, incubateurs des écoles de commerce.
- Exemples d'excubateur [5]: Fast-Up Partners[6], x3Fab, excubate.

Les fonds d’investissement en capital risque apportent du capital financier. Ils entrent au capital d’une startup qui a besoin de capitaux propres pour financer sa phase d’amorçage. Ils restent le plus souvent minoritaires.
- Exemples : Partech Ventures, Alven Capital, Jaïna Capital, Iris Capital, Ventech, ISAI

Le startup studio construit un projet dès sa genèse apportant à la fois, et de manière très opérationnelle, du capital humain et du capital financier. En échange de ces apports, le studio prend une participation, parfois majoritaire, dans les jeunes entreprises.

## Différents types de startup studios
On peut distinguer trois types de startup studios.

### Les startup studios qui s’appuient sur le modèle des incubateurs ou des accélérateurs
De la même manière qu’un incubateur ou qu’un accélérateur, ces studios sélectionnent des projets mais leur offre est plus large qu’un espace de travail et du coaching. Les équipes en résidence sont très impliquées opérationnellement dans chaque projet et suivent de près les décisions ainsi que les orientations prises.

### Les startup studios qui s’appuient sur le modèle du capital risque
Ces studios vont plus loin que les fonctions habituelles de contrôle ou d’orientation stratégique des investisseurs. En plus de capitaux propres, ils accompagnent étroitement les projets et interviennent de manière opérationnelle dans la vie des startups qu’ils soutiennent. Les ressources partagées mises à disposition des projets sont limitées.

### Les «builders»
Les « builders » ont pour objectif principal de créer et de développer des startups, le plus souvent grâce à des idées trouvées en interne à l'exception des excubateurs qui ont vocation à porter des idées soumises et financées par des grands groupes. Dans ces studios, les dirigeants-fondateurs et les entrepreneurs en résidence réfléchissent et valident de nouvelles idées de startups, puis recrutent un directeur général et/ou un directeur technique pour le diriger. C’est le modèle le plus authentique de startup studio.
Certains acteurs comme Pathfinder (France), 321founded (France) ou Founders Factory (Angleterre), sont des Corporate Startup Studio qui créent de nouvelles startups en collaboration avec de grandes entreprises.
- Exemples : Rocket Internet, RedPill, Betaworks[9].

## Histoire et émergence du modèle des startup studios
L’histoire des start-up studios a commencé en 1996, avec la création d’Idea Labfondé par Bill Gross, un entrepreneur aux succès multiples et variés. En 25 ans d’existence, c’est pas moins de 150 entreprises que le start-up studio a réussi à créer et lancer, le tout accompagné de 45 introductions en bourse.

### Les startup studios aujourd’hui
En 2015, moins de 70 startup studios sont recensés à travers le monde, dont 17 qui ont été créés après 2013.

### Expérience entrepreneuriale des fondateurs de startup studios
Ils sont souvent créés par des entrepreneurs qui ont réussi dans leurs précédentes aventures entrepreneuriales : 
- Archimede Labs, cocrée en 2005 par Keith Teare, fondateur d’Easy Net vendu à B sky B pour 375 millions de dollars et cofondateur de TechCrunch[11] ;
- Rocket Internet, créé en 2007 par les frères Samwer, Olivier, Marc et Alexandre, après avoir vendu Alando à Ebay pour 50 millions de dollars[12] ;
- Monkey Inferno, créé en 2011 par Michael Birch, cofondateur de Bebo, vendu à AOL pour 850 millions de dollars[13];
- eFounders, créé en 2011 par Thibaud Elzière, cofondateur de Fotolia, vendu à Adobe pour 800 millions de dollars[14] ;
- Sparkling Partners, créé en 2014 par Martin Toulemonde, cofondateur de Chronodrive [15]
- Janngo, créé en 2017, en Afrique de l'Ouest par Fatoumata Bâ[16].

### Spécialisation des startup studios dans un domaine particulier
Les startup studios sont souvent spécialisés dans un domaine particulier des nouvelles technologies. Rocket Internet, par exemple, est spécialisé dans le commerce en ligne, EFounders dans le SaaS B2B, MAKEIT dans l'internet des objets, BCDC dans les applications de la blockchain, etc.
Cela permet d’apprendre un maximum de méthodes et de bonnes pratiques pour les réutiliser lors des prochaines créations et ainsi d’augmenter les chances de réussite d’un projet.

### Entreprises notables créées par des startup studios
Certains startup studios ont créé des entreprises à succès : 
- Rocket Internet a créé, parmi d’autres: Zalando fondée en 2008 avec une capitalisation boursière actuelle de près de neuf milliards d'euros[17] ;
- Idealab a créé Picasa (logiciel de gestion d’images) en 2002 et l’a revendu à Google en 2004 ;
- Betaworks a créé le jeu mobile Dots en 2013, ils ont levé dix millions de dollars en décembre 2014 et compte aujourd’hui près de 55 millions de téléchargements[18] ;
- eFounders a créé Mailjet (service d’envois d’emails tout-en-un) en 2011 qui a levé onze millions de dollars en juillet 2015 et Textmaster créé la même année qui a levé quatre millions de dollars en juin 2015[19], puis revendu à Technicis; Ainsi que Front et Aircall qui ont levé respectivement 66 millions et 107 millions de dollars[20].